# Gran Premio de los Países Bajos de Motociclismo de 1971
El Gran Premio de los Países Bajos de Motociclismo de 1971 fue la cuarta prueba de la temporada 1971 del Campeonato Mundial de Motociclismo. El Gran Premio se disputó el 26 de junio de 1971 en el Circuito de Assen.

## Resultados 500cc
En los entrenamientos de 500cc, solo Giacomo Agostini (MV Agusta 500 3C) y Dave Simmonds (Kawasaki H 1 R) fueron más rápidos que Rob Bron (Suzuki T 500). Sin embargo, Bron tuvo grandes problemas de en los frenos y antes de la carrera recibió cuatro zapatas de freno del equipo MV Agusta. Bron estaba en la primera fila, pero en la cuarta vuelta, fue superado por Agostini y Simmonds, pero aún podía seguirlos. En la octava, Bron tomó el segundo lugar de Simmonds. Agostini ganó, pero Rob Bron llegó en segundo lugar, 17 segundos por delante de Dave Simmonds. Bron se coloca segundo en el campeonato mundial, pero siempre la escudería seguía con problemas, por lo que la pregunta era si podía competir en la próxima carrera.
| Pos.    | Piloto             | Equipo    | Tiempo       | Pts. |
| ------- | ------------------ | --------- | ------------ | ---- |
| 1       | Giacomo Agostini   | MV Agusta | 1h 05' 34" 4 | 15   |
| 2       | Rob Bron           | Suzuki    | +58" 7       | 12   |
| 3       | Dave Simmonds      | Kawasaki  | +1' 15" 7    | 10   |
| 4       | Keith Turner       | Suzuki    | +2' 47" 8    | 8    |
| 5       | Jim Curry          | Seeley    | +3' 30" 9    | 6    |
| 6       | Billie Nelson      | Paton     | +3' 34" 8    | 5'   |
| 7       | Tommy Robb         | Seeley    | +1 Vuelta    | 4    |
| 8       | Bo Granath         | Husqvarna | +1 Vuelta    | 3    |
| 9       | Paul Eickelberg    | Yamaha    | +1 Vuelta    | 2    |
| 10      | Rob Noorlander     | Norton    | +1 Vuelta    | 1    |
| 11      | Kurt-Ivan Carlsson | Yamaha    | +2 Vueltas   |      |
| 12      | Lothar John        | Yamaha    | +4 Vueltas   |      |
| Ret     | Gyula Marsovszky   | LinTo     | Ret          |      |
| Ret     | Terry Dennehy      | Honda     | Ret          |      |
| Ret     | Eric Offenstadt    | Kawasaki  | Ret          |      |
| Ret     | Ron Chandler       | Kawasaki  | Ret          |      |
| Ret     | Ernst Hiller       | Kawasaki  | Ret          |      |
| Ret     | John Dodds         | König     | Ret          |      |
| Ret     | Maurice Hawthorne  | Kawasaki  | Ret          |      |
| Ret     | Alan Barnett       | Aermacchi | Ret          |      |
| Ret     | Hans-Otto Butenuth | BMW       | Ret          |      |
| Ret     | Theo Louwes        | Kawasaki  | Ret          |      |
| Ret     | Alberto Pagani     | LinTo     | Ret          |      |
| Ret     | Christian Ravel    | Kawasaki  | Ret          |      |
| Ret     | Jack Findlay       | Suzuki    | Ret          |      |
| Ret     | Piet van der Wal   | Kawasaki  | Ret          |      |
| Ret     | Karl Hoppe         | König     | Ret          |      |
| Ret     | Hannu Kuparinen    | Suzuki    | Ret          |      |
| Fuente: |                    |           |              |      |

## Resultados 350cc
Giacomo Agostini (MV Agusta 350 3C) no tuvo una sencilla tan fácil como de costumbre. Eso fue porque su motor de tres cilindros funcionó mal desde el principio. Por lo tanto, fue atacado por Phil Read (Yamaha TR 2 B), quien lo alcanzó dos veces. Hacia el final, Agostini comenzó a alejarse un poco y Read también no pudo seguirle el ritmo. Mientras tanto, Theo Bult (Yamsel) con Paul Smart (Yamaha) lucharon por el cuarto lugar, detrás de Jarno Saarinen (Yamaha). Smart y Saarinen fallaron, por lo que Theo Bult se coló tercero por detrás de Agostini y Read. Bult ahora estaba segundo detrás de Agostini en la clasificación general.
| Pos. | Piloto             | Moto           | Tiempo       | Pts. |
| ---- | ------------------ | -------------- | ------------ | ---- |
| 1    | Giacomo Agostini   | MV Agusta      | 1h 04' 49" 6 | 15   |
| 2    | Phil Read          | Yamaha         | +23"         | 12   |
| 3    | Theo Bult          | Yamsel         | +1' 28" 5    | 10   |
| 4    | Rodney Gould       | Yamaha         | +1' 48" 2    | 8    |
| 5    | Ron Chandler       | Yamaha         | +2' 37" 7    | 6    |
| 6    | Martti Pesonen     | Yamaha         | +2' 46"      | 5    |
| 7    | Billie Nelson      | Yamaha         | +2' 49" 1    | 4    |
| 8    | Tony Rutter        | Yamaha         | +3' 11" 1    | 3    |
| 9    | Kurt-Ivan Carlsson | Yamaha         | +3' 12" 9    | 2    |
| 10   | Godfrey Nash       | Yamaha         | +3' 19" 7    | 1    |
| 11   | Guido Mandracci    | Yamaha         | +1 Vuelta    |      |
| 12   | Günter Bartusch    | MZ             | +1 Vuelta    |      |
| 13   | Hannu Kuparinen    | Yamaha         | +1 Vuelta    |      |
| Ret  | Paul Smart         | Yamaha         | Ret          |      |
| Ret  | Jarno Saarinen     | Yamaha         | Ret          |      |
| Ret  | Steve Ellis        | Yamaha         | Ret          |      |
| Ret  | Silvia Grassetti   | MZ             | Ret          |      |
| Ret  | Tommy Robb         | Yamaha         | Ret          |      |
| Ret  | Jack Findlay       | Dugdale Yamaha | Ret          |      |
| Ret  | Eric Offenstadt    | Kawasaki       | Ret          |      |

## Resultados 250cc
En el cuarto de litro, Rodney Gould (Yamaha YZ 632) seguía con su mala suerte en este inicio de temporada con otro abandono por fallo mecánico. En un escenario de lluvia, Phil Read fue el más rápido y Jarno Saarinen (Yamaha) pronto tuvo que decidir dejarlo ir al menos para ocupar su segundo lugar. Theo Bult salía inicialmente desde el quinto lugar con el Yamsel, pero en la cuarta vuelta ya era tercero. En la undécima vuelta, Saarinen también se retiró dando el podio a Bult y Dieter Braun.
| Pos. | Piloto              | Moto      | Tiempo     | Pts. |
| ---- | ------------------- | --------- | ---------- | ---- |
| 1    | Phil Read           | Yamaha    | 57' 02" 1  | 15   |
| 2    | Theo Bult           | Yamsel    | +11" 9     | 12   |
| 3    | Dieter Braun        | Yamaha    | +17" 7     | 10   |
| 4    | Tony Rutter         | Yamaha    | +41" 8     | 8    |
| 5    | Chas Mortimer       | Yamaha    | +41" 9     | 6    |
| 6    | Gyula Marsovszky    | Yamaha    | +51" 6     | 5    |
| 7    | John Dodds          | Yamaha    | +1' 26" 7  | 4    |
| 8    | Nico van der Zanden | Yamaha    | +1' 40"    | 3    |
| 9    | Jerry Lancaster     | Yamsel    | +1' 41" 7  | 2    |
| 10   | Guido Mandracci     | Yamaha    | +1' 41" 7  | 1    |
| 11   | Leo Commu           | Yamaha    | +1' 44" 2  |      |
| 12   | László Szabó        | Yamaha    | +2' 09" 2  |      |
| 13   | Walter Sommer       | Yamaha    | +2' 09" 8  |      |
| 14   | Steve Machin        | Yamaha    | +1 Vuelta  |      |
| 15   | Börje Jansson       | Yamasaki  | +3 Vueltas |      |
| Ret  | Rodney Gould        | Yamaha    | Ret        |      |
| Ret  | Jarno Saarinen      | Yamaha    | Ret        |      |
| Ret  | Wil Hartog          | Yamaha    | Ret        |      |
| Ret  | János Drapál        | Yamaha    | Ret        |      |
| Ret  | Silvio Grassetti    | MZ        | Ret        |      |
| Ret  | Günter Bartusch     | MZ        | Ret        |      |
| Ret  | Renzo Pasolini      | Aermacchi | Ret        |      |
| Ret  | Barry Sheene        | Derbi     | Ret        |      |
| Ret  | Christian Bourgeois | Yamaha    | Ret        |      |

## Resultados 125cc
En 125cc, Cees van Dongen (Yamaha AS-1) era el más rápido en los entrenamientos, pero después del inicio su caja de cambios se estropeó. El grupo principal estaba formado inmediatamente por Ángel Nieto (Derbi), Gilberto Parlotti (Morbidelli) y Barry Sheene (Suzuki RT 67). Al final, la victoria fue para Nieto seguido de Sheene y Börje Jansson (Maico), en tercer lugar.
| Pos. | Piloto             | Moto       | Tiempo    | Pts. |
| ---- | ------------------ | ---------- | --------- | ---- |
| 1    | Ángel Nieto        | Derbi      | 48' 12" 8 | 15   |
| 2    | Barry Sheene       | Suzuki     | +1" 7     | 12   |
| 3    | Börje Jansson      | Maico      | +14" 8    | 10   |
| 4    | Dieter Braun       | Maico      | +55" 1    | 8    |
| 5    | Chas Mortimer      | Yamaha     | +1' 11" 4 | 6    |
| 6    | Toni Gruber        | Maico      | +1' 17" 1 | 5    |
| 7    | Steve Machin       | Yamaha     | +1' 17" 3 | 4    |
| 8    | Gert Bender        | Maico      | +2' 04" 2 | 3    |
| 9    | Matti Salonen      | Yamaha     | +3' 22" 6 | 2    |
| 10   | Günter Fischer     | Maico      | +1 Vuelta | 1    |
| 11   | Aart Valster       | MZ         | +1 Vuelta |      |
| 12   | Ryszard Mankiewicz | MZ         | +1 Vuelta |      |
| 13   | Aalt Toersen       | Suzuki     | +1 Vuelta |      |
| Ret  | Cees van Dongen    | Yamaha     | Ret       |      |
| Ret  | Gilberto Parlotti  | Morbidelli | Ret       |      |
| Ret  | Alberto Pagani     | Suzuki     | Ret       |      |
| Ret  | János Drapál       | MZ         | Ret       |      |
| Ret  | Wil Hartog         | Yamaha     | Ret       |      |
| Ret  | Siegfried Lohmann  | MZ         | Ret       |      |
| Ret  | Jan Huberts        | MZ         | Ret       |      |
| Ret  | Paul Eickelberg    | Maico      | Ret       |      |
| Ret  | Dave Simmonds      | Kawasaki   | Ret       |      |

## Resultados 50cc
Seis semanas de descanso en la cilindrada más pequeña pero suficientes para que Jamathi tuviera las máquinas de 1971 listas. Y también para que Derbi tuviera más potencia para Ángel Nieto. Aalt Toersen no pudo acostumbrarse a la posición de la nueva máquina así que Nieto y Jan de Vries (Van Veen-Kreidler) continuaron luchando entre ellos hasta que el holandés cayó en el mismo sitio donde lo había hecho en los entrenamientos. la lluvia también afectó a otros pilotos como el debutante Nico Polane (Kreidler), Leo Commu o Aalt Toersen. Como resultado, Jos Schurgers (Van Veen-Kreidler) quedó en segundo lugar y Herman Meijer en tercero.
| Pos. | Piloto                  | Moto              | Tiempo     | Pts. |
| ---- | ----------------------- | ----------------- | ---------- | ---- |
| 1    | Ángel Nieto             | Derbi             | 30' 17" 5  | 15   |
| 2    | Jos Schurgers           | Van Veen-Kreidler | +37" 5     | 12   |
| 3    | Teunis Ramaker          | Kreidler          | +56"       | 10   |
| 4    | Jan Bruins              | Kreidler          | +1' 40" 7  | 8    |
| 5    | Federico van der Hoeven | Derbi             | +1' 46" 7  | 6    |
| 6    | Juan Parés March        | Derbi             | +1' 51"    | 5    |
| 7    | Manfred Kugler          | Kreidler          | +2' 11" 4  | 4    |
| 8    | Harald Bartol           | Kreidler          | +3' 14" 5  | 3    |
| 9    | Ryszard Mankiewicz      | Kreidler          | +3' 21" 1  | 2    |
| 10   | Ton Kooyman             | Hemeyla           | +3' 48" 9  | 1    |
| 11   | Ton Daleman             | Roton             | +4' 29" 9  |      |
| 12   | Herman Meijer           | Hemeyla           | +1 Vuelta  |      |
| 13   | Riekus Foekema          | Kreidler          | +1 Vuelta  |      |
| 14   | Jacques Bernard         | Kreidler          | +1 Vuelta  |      |
| 15   | John Robert Finch       | Minarelli         | +1 Vuelta  |      |
| 16   | Oronzo Memola           | Kreidler          | +2 Vueltas |      |
| Ret  | Jan de Vries            | Van Veen-Kreidler | Ret        |      |
| Ret  | Leo Commu               | Jamathi           | Ret        |      |
| Ret  | Aalt Toersen            | Jamathi           | Ret        |      |
| Ret  | Nico Polane             | Kreidler          | Ret        |      |
| Ret  | Henk van Kessel         | Kreidler          | Ret        |      |
| Ret  | Hans-Jürgen Hümmel      | Kreidler          | Ret        |      |
| Ret  | Ulrich Graf             | Kreidler          | Ret        |      |
| Ret  | Nigel Stone Glenn       | Jamathi           | Ret        |      |
| Ret  | Nico Leeflang           | Royal Nord        | Ret        |      |
| Ret  | Siegfried Lohmann       | Kreidler          | Ret        |      |
| DNQ  | Gilberto Parlotti       | Tomos             | DNQ        |      |
| DNQ  | Luigi Rinaudo           | Tomos             | DNQ        |      |
| DNQ  | Otello Buscherini       | Itom              | DNQ        |      |
| DNQ  | Francis Holleberg       | Kreidler          | DNQ        |      |